# Haithem Al-Matroushi
Haithem Al-Matroushi (Arabic:هيثم المطروشي) (sinh ngày 1 tháng 10 năm 1988) là một cầu thủ bóng đá người Các Tiểu vương quốc Ả Rập Thống nhất. Hiện tại anh thi đấu cho Al-Fujairah SC.